# Ramón Paz
Ramón Paz Remolar (Simancas, 1905 - 1985) paleógrafo, bibliógrafo e historiador español, hijo del también bibliógrafo e historiador Julián Paz y Espeso y nieto del asimismo historiador y bibliógrafo Antonio Paz y Meliá.

## Biografía
Estudió la carrera de Filosofía y Letras en la Universidad Central y se licenció en Historia. En esa misma universidad será luego profesor de Paleografía. De la mano de Benito Sánchez Alonso realizó estudios especiales de bibliografía. Desde el curso 1928-1929 participó en el seminario de Historia de las Instituciones Medievales Españolas que después de la muerte de Hinojosa dirigió Claudio Sánchez Albornoz en el Centro de Estudios Históricos y participó en los trabajos en curso que llevaba dicho seminario bajo la dirección de don Claudio, con lo que adquirió formación de medievalista. Posteriormente sería colaborador del Instituto Jerónimo Zurita del C.S.I.C..
En 1930 ingresó en el Cuerpo Facultativo de Archiveros, Bibliotecarios y Arqueólogos, en la misma oposición que otro gran medievalista y compañero suyo en el Instituto de Estudios Medievales, José María Lacarra. Su primer destino fue el Archivo Histórico Nacional, donde permaneció desde 1931 hasta 1944. En octubre de 1939 fue nombrado Secretario, cargo que desempeñó hasta su marcha, siendo sustituido por otro ilustre medievalista, Julio González. En 1944 se trasladó a la Sección de Manuscritos de la Biblioteca Nacional de Madrid, dirigiéndola a partir de 1951. Al igual que su abuelo y su padre compaginó sus trabajos en la biblioteca con el Archivo de la casa de Alba.
Formó parte como vocal de la comisión encargada de redactar las nuevas Instrucciones para la catalogación de manuscritos, que venían a sustituir a las de 1910. Fruto de ellas será el inicio de la publicación del Inventario General de Manuscritos de la Biblioteca Nacional de Madrid. Entre los trabajos de Ramón Paz destacan los de carácter bibliográfico sobre arqueología, filología, tema madrileño y ciencias históricas. También son dignos de destacar sus obras sobre la Revista Contemporánea y la Biblioteca Colombina.
Probablemente sus obras más conocidas sean el imprescindible Índice de relaciones de méritos y servicios conservados en la Sección de Consejos y la edición de las Relaciones Topográficas de Felipe II conservadas en la biblioteca de El Escorial en colaboración con Carmelo Viñas Mey, famosas por la dificultad de su escritura procesal. En 1975 se jubila como Jefe de la Sección de Manuscritos de la Biblioteca Nacional. Con él finalizaron tres generaciones de archiveros-bibliotecarios volcados por entero a su profesión.

## Obras
- Índice de relaciones de méritos y servicios conservados en la Sección de Consejos. Archivo Histórico Nacional Madrid: Cuerpo facultativo de Archiveros, Bibliotecarios y Arqueólogos, 1943.  Esta obra contiene las relaciones de méritos en las carreras literarias y los servicios prestados por los aspirantes a empleos públicos entre los años 1600-1836. Los fondos proceden del archivo de la Cámara de Castilla, a los que se han añadido los conservados en la Sección de Osuna y en la Sección de Raros de la Biblioteca Nacional, procedentes de la Secretaría del Consejo y Cámara de Indias.
- Bibliografía de ciencias históricas / Madrid : CSIC , 1942.
- Bibliografía de ciencias históricas / Madrid : CSIC , 1943
- Bibliografía de ciencias históricas / Madrid : CSIC , 1945
- Revistas y publicaciones periódicas españolas de carácter histórico: desde 1901 a 1941, sin año.
- Un nuevo feudo Castellano Madrid [s.n.] 1929
- Sales españolas o agudezas del ingenio nacional. 2.ª ed. de Ramón Paz. Madrid: Atlas, 1964.
- Inventario general de Manuscritos de la Biblioteca Nacional
- Revista de revistas año 1945 Madrid: Consejo Superior de Investigaciones Científicas, Instituto Jerónimo Zurita, 1947
- Bibliografía arqueológica correspondiente al año 1946 Madrid [s.n.] 1947
- Con Carmelo Viñas y Mey, Relaciones histórico-geográfico-estadísticas de los pueblos de España hechas por iniciativa de Felipe II Madrid: C.S.I.C. Instituto Balmes, de Sociología / Instituto Juan Sebastián Elcano de Geografía, 1949-1971. Se publicaron las correspondientes a Madrid, Reino de Toledo y Ciudad Real.
- Bibliografía madrileña Madrid: Editorial Artes Gráficas Municipales, 1945-50.
- Remembranza de Don Ángel María de Barcia y Pavón  Madrid, [s. n.] 1978.
- Bibliografía del Cuarto Centenario del Concilio de Trento Madrid: Instituto Nacional del Libro Español, 1947.
- Revista Contemporánea (Madrid, 1875-1907) índices de Ramón Paz. Madrid.1950.
- Biblioteca Colombina. Catálogo de sus libros impresos... I Revisión e índices de don Ramón Paz y Remolar. Prólogo de don Joaquín de Entrambasaguas. Tomo séptimo. Madrid, 1948. Se trata del índice de toda la obra que había comenzado a publicarse en Sevilla en 1888.